# 御笠山
御笠山（日语：／）或乌希希尔火山（俄语：Вулкан Ушишир）是宇志知島南岛的火山，海拔401米。它形状呈火山臼形，直径1.6公里，高388米，形成于大约9,400年前，火山臼南部破损，注入水形成暮田湾，海湾中央坐落着两个安山岩制的小火山圆顶，另外两个较旧的圆顶通过浅滩与破火山口的东南壁相连。